# Maciej Chmiel (dziennikarz)

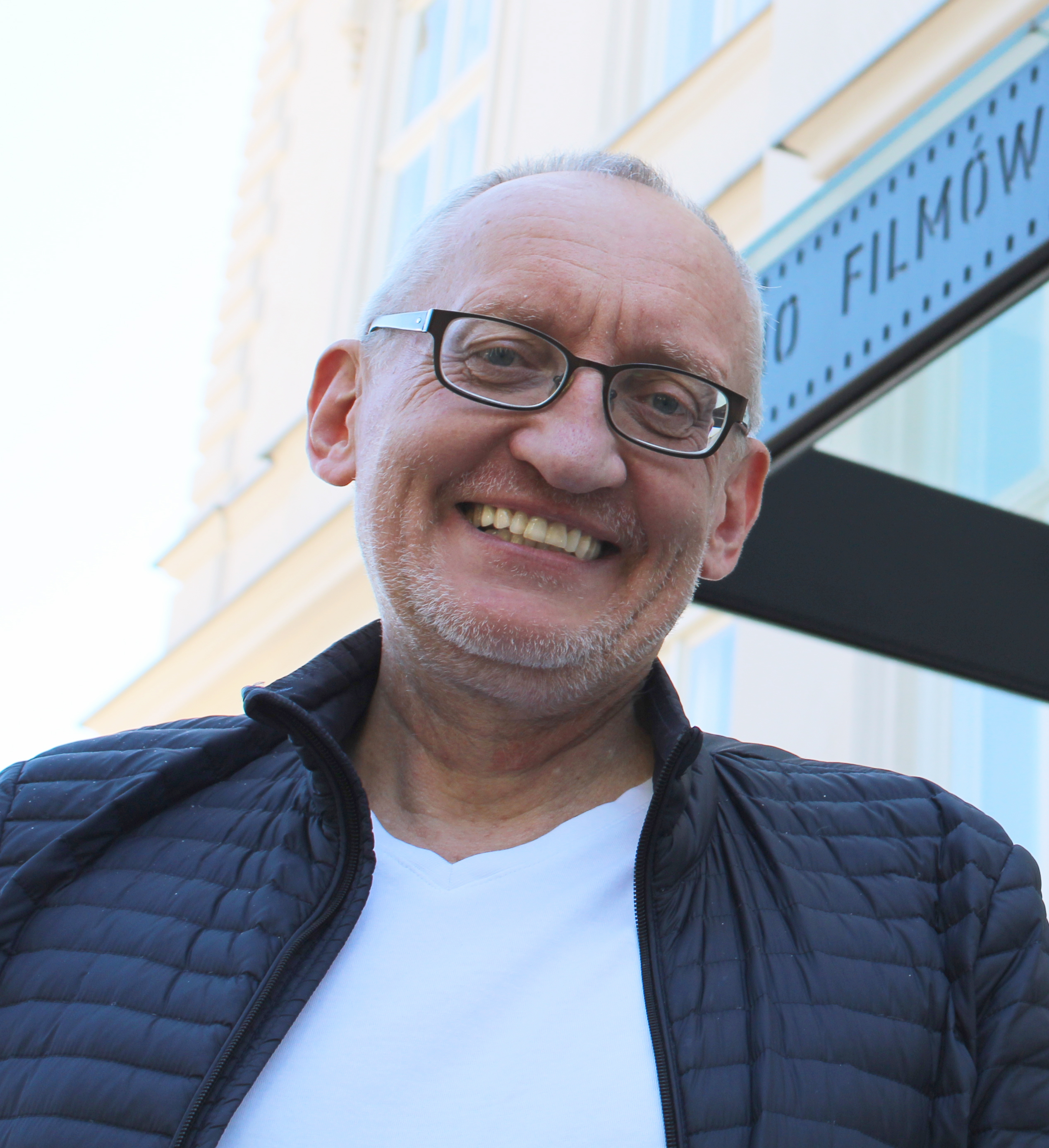
Maciej Chmiel przy Studiu Filmów Rysunkowych w Bielsku-Białej

Maciej Chmiel (ur. 14 maja 1962) – polski dziennikarz radiowy i telewizyjny. Scenarzysta i producent programów telewizyjnych, filmów dokumentalnych, koncertów, wideoklipów, a także wydawnictw muzycznych. Od stycznia 2016 do lipca 2016 Dyrektor Programu Drugiego Telewizji Polskiej. Członek Akademii Fonograficznej ZPAV i Stowarzyszenia Dziennikarzy Polskich.

## Życiorys
Maciej Chmiel ukończył studia MBA na Uniwersytecie Illinois (w ramach projektu edukacyjnego skierowanego do wyższej kadry menedżerskiej, realizowanego wspólnie przez University of Illinois i Międzynarodowe Centrum Zarządzania Uniwersytetu Warszawskiego). Tytuł magistra historii sztuki uzyskał na Uniwersytecie Warszawskim.
W latach 1985–1990 był menadżerem zespołu Dezerter. Doprowadził do wydania trzech pierwszych płyt grupy w Polsce oraz po jednej w Stanach Zjednoczonych i we Francji. Odszedł z zespołu po dwumiesięcznym cyklu koncertów obejmującym Niemcy, Holandię, Francję, Szwajcarię i Japonię.
Na początku lat 90. Chmiel zajął się dziennikarstwem. Przez kilka lat pisał dla Gazety Wyborczej. Równolegle współpracował z TVP2, a także „brulionem”, „Tygodnikiem Literackim” oraz magazynem „Cosmopolitan”. W radiowej Jedynce i Trójce prowadził lub współprowadził audycje muzyczne, m.in.:
- Radio Clash (tytuł nawiązywał do piosenki This Is Radio Clash grupy The Clash) – audycja prowadzona z Grzegorzem Brzozowiczem, Hieronimem Wroną i Filipem Łobodzińskim;
- Dzika rzecz (tytuł nawiązywał do piosenki Wild Thing znanej dzięki grupie The Troggs) – audycja prowadzona z Grzegorzem Brzozowiczem;
- Ręka boksera – audycja autorska.

W latach 1994–1996 pracował w TVP1, gdzie – wraz z Andrzejem Horubałą – odpowiadał za reformę działu rozrywki (programy „Muzyczna Jedynka”, „Czad Komando”, „Drgawy”). Był pomysłodawcą Nagród Muzycznych Fryderyk. Pełnił funkcję wicedyrektora festiwali Opole'95 i Sopot'95. W 1996 wspólnie z Andrzejem Horubałą stworzył film dokumentalny 2 Tm 2,3 – rock chrześcijański o grupie muzycznej 2Tm2,3. Po odejściu z TVP założył i prowadził – początkowo z Andrzejem Horubałą, następnie sam – firmę producencką, Casablanca Studio. W ciągu dziesięciu lat pracy producenckiej spod ręki Chmiela wyszło kilkaset programów telewizyjnych i kilkanaście filmów dokumentalnych, m.in. „Olter” w reż. Krystiana Matyska, wielokrotnie nagradzany portret perkusisty Jacka Oltera.
W 2006 r. Maciej Chmiel wraz z Wojciechem Cejrowskim współprowadził pilotażowy odcinek talk-show „Produkt jednorazowy”. Od 2006 do 2009, obok Jacka Dehnela i Tymona Tymańskiego, był gospodarzem magazynu kulturalnego „Łossskot”, emitowanego na antenie TVP1. Program ten w 2007 trzymał Nagrodę Srebrnej Tablicy w międzynarodowym konkursie The Hugo Television Awards, organizowanym w Chicago. W tym samym okresie Chmiel współpracował z TVP Kultura, gdzie przeprowadzał wywiady i był gospodarzem serwisów informacyjnych.
Od 2008 do 2009 pełnił funkcję producenta kreatywnego w Agencji Produkcji Filmowej TVP S.A., odpowiedzialnego za rozwój projektów seriali telewizyjnych. Prowadził koncerty „Solidarność z Gruzją” i „Myśmy rebelianci” oraz galę Festiwalu Dwa Teatry. W 2009 ukazał się album „Gajcy!”, którego producentem był Maciej Chmiel (płytę wydało Muzeum Powstania Warszawskiego).
Od 2013 do stycznia 2016 był publicystą tygodnika „Do Rzeczy”. Następnie został powołany na dyrektora TVP2 (wcześniej funkcję tę pełnił Jerzy Kapuściński), lecz w lipcu 2016 został przeniesiony na stanowisko dyrektora Biura Handlu TVP. 28 kwietnia 2021 powołany na p.o. dyrektora Studia Filmów Rysunkowych w Bielsku-Białej.